# Сан Манго сул Калоре (Авелино)
Сан Манго сул Калоре (итал. San Mango sul Calore) је насеље у Италији у округу Авелино, региону Кампанија.
Према процени из 2011. у насељу је живело 644 становника. Насеље се налази на надморској висини од 475 м.

## Становништво
Према резултатима пописа становништва 2011. у општини је живело 1.192 становника.
| 1931. | 1936. | 1951. | 1961. | 1971. | 1981. | 1991. | 2001. | 2011. |
| ----- | ----- | ----- | ----- | ----- | ----- | ----- | ----- | ----- |
| 2.479 | 2.604 | 2.930 | 2.372 | 1.839 | 1.593 | 1.376 | 1.233 | 1.192 |